# Rövidfarkú fűposzáta
A rövidfarkú fűposzáta (Schoenicola platyurus) a verébalakúak (Passeriformes) rendjébe, ezen belül a tücsökmadárfélék (Locustellidae) családjába és a Schoenicola nembe tartozó faj. 18 centiméter hosszú. Nyugat-India hegyvidéki füves területein él, 900-2000 méteres tengerszint feletti magasságon. Rovarokkal táplálkozik. Márciustól májusig és júliustól szeptemberig költ, fészekalja 2-3 tojásból áll. Sebezhető, mert szűk területen él.

## Fordítás
- Ez a szócikk részben vagy egészben  a   Broad-tailed grassbird című angol Wikipédia-szócikk fordításán alapul.  Az eredeti cikk szerkesztőit annak laptörténete sorolja fel. Ez a jelzés csupán a megfogalmazás eredetét és a szerzői jogokat jelzi, nem szolgál a cikkben szereplő információk forrásmegjelöléseként.